# Тис ягодный (памятник природы)
Тис ягодный — действующий биологический памятник природы, расположенный в Ножай-Юртовском районе Чечни на территории Симсирского участкового лесничества. Памятник состоит из пяти участков площадью от 0,1 до 0,3 га. Средняя высота деревьев 3—4 метра, диаметр стволов 8—12 см. Продолжительность жизни тиса достигает 3—4 тысячи лет. Но в Чечне такие экземпляры не встречаются, так как тис систематически истреблялся из-за красивой, не поддающейся гниению древесины. Помимо тиса на участках растут граб и ясень.
С 2006 года имеет статус особо охраняемой природной территории республиканского значения.